# Subportela, Deocriste e Portela Susã
Subportela, Deocriste e Portela Susã (oficialmente: União das freguesias de Subportela, Deocriste e Portela Susã) é uma freguesia portuguesa do município de Viana do Castelo, com 15,77 km² de área e 2250 habitantes (censo de 2021). A sua densidade populacional é 142,7 hab./km².

## História
Foi constituída em 2013, no âmbito de uma reforma administrativa nacional, pela agregação das antigas freguesias de Subportela, Deocriste e Portela Susã com sede em Subportela.

## Demografia
A população registada nos censos foi:
| Distribuição da População por Grupos Etários | Distribuição da População por Grupos Etários | Distribuição da População por Grupos Etários | Distribuição da População por Grupos Etários | Distribuição da População por Grupos Etários | Distribuição da População por Grupos Etários |
| -------------------------------------------- | -------------------------------------------- | -------------------------------------------- | -------------------------------------------- | -------------------------------------------- | -------------------------------------------- |
| Antes da agregação                           |                                              |                                              |                                              |                                              |                                              |
| Ano                                          | 0-14 anos                                    | 15-24 anos                                   | 25-64 anos                                   | >= 65 anos                                   | Total                                        |
| 2001                                         | 456                                          | 406                                          | 1357                                         | 450                                          | 2669                                         |
| 2011                                         | 388                                          | 286                                          | 1343                                         | 535                                          | 2552                                         |
| Após a agregação                             |                                              |                                              |                                              |                                              |                                              |
| Ano                                          | 0-14 anos                                    | 15-24 anos                                   | 25-64 anos                                   | >= 65 anos                                   | Total                                        |
| 2021                                         | 221                                          | 283                                          | 1177                                         | 569                                          | 2250                                         |